# Иотапиан
Марк Ф(ульвий?) Ру(ф?) Иотапиан (лат. Marcus F(ulvius?) Ru(fus?) Iotapianus) — римский император-узурпатор, правивший в 248—249 годах.
Выходец из аристократического рода, Иотапиан поднял восстание в восточных провинциях в конце правления императора Филиппа I Араба. По всей видимости, его мятеж был связан с налоговой политикой Филиппа. Однако вскоре Иотапиан погиб, возможно, от рук собственных солдат.

## Биография
Об Иотапиане известно только лишь из скудных литературных источников (Аврелий Виктор, Зосим и Полемий Сильвий) и нескольких дошедших до нашего времени монет. В трудах античных историков сохранилось только лишь его имя — Иотапиан. Полное имя же присутствует в надписях на монетах — M. F. Ru. Iotapianus, однако существуют трудности, связанные с его расшифровкой. Во всяком случае, F. должно быть фамильным именем Иотапиана, в то время как Ru. — когноменом. По мнению немецкого историка Д. Кинаста, Ru. можно расшифровать как Rufus (рус. Руф). В свою очередь, французский нумизмат А. Коэн предполагал, что под сокращением F. имелось ввиду фамильное имя Фульвий.
О жизни Иотапиана до провозглашения императором ничего не известно. Однако можно сделать некоторые выводы относительно его происхождения. Согласно Аврелию Виктору, Иотапиан хвалился «своим происхождением от Александра». На этом сообщении базируется предположение, что узурпатор был родственником императора Александра Севера и, возможно, происходил из жреческого рода из Эмесы, к которому принадлежали женщины из династии Северов и узурпатор Ураний Антонин. Исследование имени Иотапиан даёт другое толкование, более правдоподобное: узурпатор, вероятно, происходил из царского дома Коммагены. Известно, что жена, сестра и дочь последнего коммагенского царя Антиоха IV Эпифана носили имя Иотапа. Дочь Антиоха вышла замуж за праправнука Ирода Великого Александра, которого Веспасиан назначил правителем небольшой области в Киликии. В свою очередь, предок Антиоха IV и строитель знаменитой гробницы на горе Немрут-Даг Антиох I возводил своё происхождение по матери через Селевкидов к Александру Македонскому. Таким образом, несомненно, что Иотапиан происходил из знатного восточного рода, поскольку в противном случае вряд ли можно было бы поверить его притязаниям на родство со старинной царской династией.
Восстание Иотапиана датируется концом правления Филиппа I Араба. Зосим помещает сообщение о мятеже Иотапиана после рассказа о победе Филиппа над карпами. Упоминание об Иотапиане предваряет описание событий, которые привели к падению Филиппа. Одновременно с восстанием Иотапиана Зосим сообщает о мятеже Пакациана, за которым следует описание узурпации Деция и гибели Филиппа. Если следовать расположению событий у Зосима, то Иотапиан был убит ещё при Филиппе, до того как Деций был отправлен в придунайские провинции. У Аврелия Виктора смерть Иотапиана отнесена к правлению Деция, которому была доставлена отрубленная голова узурпатора. Данные обоих историков могут быть согласованы, если предположить, что восстание было подавлено при Филиппе, но сам узурпатор умер уже при Деции. Вдобавок Аврелий Виктор датирует только доставку головы мятежника Децию, так что есть вероятность, что Иотапиан был убит при Филиппе, но посланники встретили в Риме уже нового императора, так как на путешествие из восточной провинций до Рима потребовалось определённое время. Таким образом, восстание Иотапиана можно датировать концом 248 — началом 249 года. Д. Кинаст относит его к сентябрю-октябрю 249 года.
Очевидно, что Иотапиан не представлял большой угрозы, поскольку его восстание (как и восстание Пакациана) было подавлено «минимальными силами». В любом случае, источники умалчивают о предпринятых Филиппом мерах. Согласно Зосиму, причиной мятежа стала суровая налоговая политика и деспотические методы правления Гая Юлия Приска, который был назначен своим братом командующим восточных провинций со званием «префекта претория и правителя Востока». Вероятно, что провинциальные граждане провозгласили Иотапиана императором. Однако, как сообщает Аврелий Виктор, узурпатор пал от рук солдат. Согласно предположению учёных, эти солдаты изначально служили на его стороне. Российский историк Ю. Б. Циркин связывает падение Иотапиана с отменой Децием налоговой реформы Филиппа. Несомненно, Иотапиан имел в своём распоряжении некоторое количество войск, что подтверждают и надписи на монетах, восхваляющие военную победу узурпатора. Хотя они и могут относиться к победе повстанцев над войсками Филиппа, но, возможно, это всего лишь пропаганда самого Иотапиана. Как показывает свидетельство Зосима, мятеж Иотапиана был скорее восстанием провинциалов, в котором приняли участие и солдаты, чем военной узурпацией, когда войска провозгласили своего командира императором без участия местного населения. По словам Аврелия Виктора, Иотапиан восстал в Сирии. Полемий Сильвий полагает, что мятеж был в Каппадокии. Зосим же говорит, что Иотапиана выдвинули «восточные провинции».
В целом, можно констатировать, что Иотапиан не был военным узурпатором, как Пакациан и Деций, и возглавил восстание провинциалов против налоговой политики Рима. Его следует рассматривать как предшественника Урания Антонина и Одената, которые не планировали захватить власть во всей Римской империи, но заняли выдающееся положение на Востоке и использовали титул «Август» для демонстрации своего положения.